# 文書12-571-3570
文書12-571-3570（Document 12-571-3570）、あるいはNASA No. 12 571-3570、NASA発表 14-307-1792（NASA publication 14-307-1792）は、インターネット上で流布された偽文書である。1989年11月28日にUsenetのニュースグループalt.sexにて掲載されたものがオリジナルの文章とされている。
文書12-571-3570によれば、アメリカ航空宇宙局（NASA）が実施したスペースシャトルによるミッションSTS-75の際、無重力状態において最も「効果的」な性交体位を調査するため、宇宙飛行士らが様々な体位でのセックスを行ったとされている。そして試みられた10種類の体位のうち、6種はベルトとインフレータブルトンネルが必要で、残り4種は吊るさなければ実施できなかったと結論している。また、シャトルの下部デッキで行われた行為はあわせて10時間分がビデオ録画されており、映像には科学者に対する被験者らの自己紹介も含まれていたと主張している。
実際のSTS-75が実施されたのは1996年、すなわち掲載から7年後であることから考えても、文書12-571-3570は完全な偽書である。加えてSTS-75参加者は男性のみであり、この点も異性間性交が行われたとする文書の内容と矛盾する。それにも関わらず、この文書に騙される者は後を絶たず、NASAは繰り返し偽書であることを証明しなければならなかった。2000年3月にはNASAのメディアサービス部長ブライアン・ウェルチ（Brian Welch）がこの文書に触れ、「かなり有名な都市伝説だ」と語った。
2000年、文書12-571-3570に再び注目が集まった。天文学者・科学作家のピエール・コーラー（Pierre Kohler）が同年に発表した著書『The Final Mission』の中で宇宙空間セックス実験に関する主要情報源に使用したためである。コーラーは同書の中で、「仮に南アフリカガエルや日本魚の再生研究について認めたとして、その場合でも宇宙飛行士達は軌道上セックス実験について沈黙を守るだろう」と語っている。